# Sigma Leonis
Sigma Leonis là tên của một ngôi sao có màu xanh trắng nằm trong chòm sao Sư Tử. Do cấp sao biểu kiến của nó là 4,0, nên ta có thể thấy nó bằng mắt thường và rõ ràng nhất nếu trong điều kiện thuận lợi. Giá trị thị sai của nó là 15,24 mas nên khoảng cách của nó với [[mặt trời là khoảng xấp xỉ 210 năm ánh sáng và hiện nó đang di chuyển về mặt trời với vận tốc 5 km/s.
Chini và các đồng sự năm 2012 đã liệt kê nó là thiên thể có quang phổ kép. Ngôi sao nhìn thấy được được phân loại là một ngôi sao loại B9.5 Vs nằm trong dãy chính. Nó là một ngôi sao Ap có từ tính bị nghi ngờ là có nhiều nguyên tố Silicon một cách bất thường. Ngôi sao này nặng gấp 2,76 lần khối lượng mặt trời và có bán kính gấp 3,3 lần bán kính mặt trời. Nó có tuổi khoảng 293 triệu năm tuổi với tốc độ tự quay là 70 km/s. Ngôi sao này chiếu sáng gấp 133 lần khi so với mặt trời và có nhiệt độ hiệu dụng nơi quang cầu là 10250 Kelvin.

## Tên gọi
Trong tiếng Trung, 太微右垣 (Tài Wēi Yòu Yuán) nghĩa là "bức tường chỉnh của Thái Vi viên" (tiếng Anh: Right Wall of Supreme Palace Enclosure), ám chỉ chòm sao chứa Sigma Leonis, Beta Virginis, Iota Leonis, Theta Leonis and Delta Leonis. Do đó, tên tiếng Trung của nó là 太微右垣二 (Tài Wēi Yòu Yuán èr), nghĩa là "ngôi sao thứ hai thuộc bức tường chính của Thái Vi viên" (tiếng Anh: the Second Star of Right Wall of Supreme Palace Enclosure), đại diện cho 西 上將 (Xīshǎngjiāng), nghĩa là vị tướng phương Tây đầu tiên. [15] 西 (Xīshǎngjiāng), đánh vần là Shang Tseang bởi R.H. Allen, có nghĩa là "Đại tướng".